# Борисенко Андрій Юрійович
Андрі́й Ю́рійович Борисе́нко (нар. 13 жовтня 1993 — пом. 20 грудня 2017) — сержант Збройних сил України, учасник російсько-української війни.

## Життєпис
Народився 1993 року в місті Павлоград (Дніпропетровська область); 2012-го закінчив 11 класів місцевої школи № 16. Вступив до НМетАУ, однак згодом залишив навчання. З кінця 2013 року служив у 25-й бригаді за контрактом — на посаді навідника-оператора 1-ї роти 3-го батальйону.
На фронті з 24 липня 2014 року — бойове хрещення під Шахтарськом. Згодом були бої за Іловайськ, Савур-могилу, Майорськ, Красногорівку, Піски, шахту «Бутівку», Авдіївку, Жданівку, Нижню Кринку; неодноразово виконував завдання за лінією фронту. 4 жовтня 2014-го повернувся з першої ротації. 2016 року переведений до 2-го батальйону; сержант, командир бойової машини — командир відділення парашутно-десантного взводу 4-ї парашутно-десантної роти 2-го батальйону.
20 грудня 2017 року загинув поблизу селища Кам'янка (Ясинуватський район) — куля снайпера влучила в голову.
22 грудня 2017-го похований у Павлограді — кладовище на вул. Луганській.
Без Андрія лишились мама Лариса Сергіївна, сестра і кохана дівчина.

## Нагороди та вшанування
- Нагороджений медаллю «Захиснику Батьківщини» (листопад 2015).
- Указом Президента України № 98/2018 від 6 квітня 2018 року «за особисту мужність і самовіддані дії, виявлені у захисті державного суверенітету та територіальної цілісності України, зразкового виконання військового обов'язку» — нагороджений орденом «За мужність» III ступеня[1].
- 26 січня 2018 року у Павлограді відкрито й освячено дві меморіальні дошки в пам'ять про Андрія Борисенка — на стіні школи № 16, яку він закінчив Андрій, друга — на стіні будинку № 12 (проспект Шахтобудівників), в якому він виріс.
- Вшановується в меморіальному комплексі «Зала пам'яті», в щоденному ранковому церемоніалі 20 грудня[2][3].